# 1822 az irodalomban
Az 1822. év az irodalomban.

## Események
- Pesten megjelenik Kisfaludy Károly szépirodalmi évkönyve, az Aurora,  mellyel a hazai fiatal romantikus nemzedék magához ragadja az irodalmi hegemóniát és új korszakot nyit.[1] (Ez az 1822. évre szóló évkönyv már 1821 novemberében megjelent).[2]

## Megjelent új művek

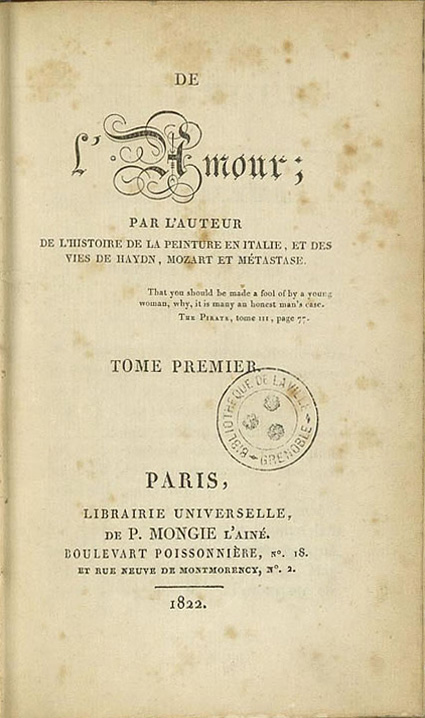
Stendhal esszéje (1822)

- Giacomo Casanova francia nyelven írt emlékirata: Histoire de ma vie (Életem története). Először németül jelenik meg 1822–1828 között (12 kötet). A francia szöveget Stendhal átdolgozásában majd csak 1836–1838-ban adják ki.
- Charles Nodier fantasztikus meséje: Trilby
- Stendhal esszéje: De l’Amour (A szerelemről)
- Walter Scott regények: 
  - The Pirate
  - The Fortunes of Nigel

### Költészet
- George Byron:
  - The Vision of Judgement (Ítéletnapi látomás)
  - Werner
- Victor Hugo: Odes et poésies diverses (Ódák és vegyes költemények)
- Alfred de Vigny francia romantikus költő első verseskötete: Poèmes
- Adam Mickiewicz, a nagy lengyel költő első verseskötete: Ballady i romanse (Balladák és románcok), a romantika kezdetét jelenti a lengyel irodalomban.

### Dráma

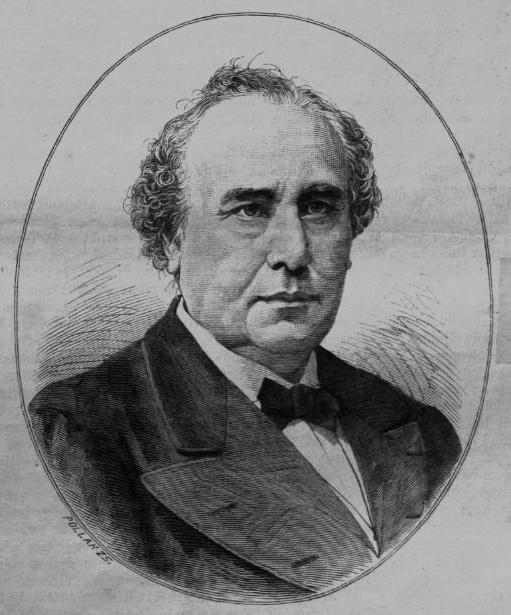
Szigeti József

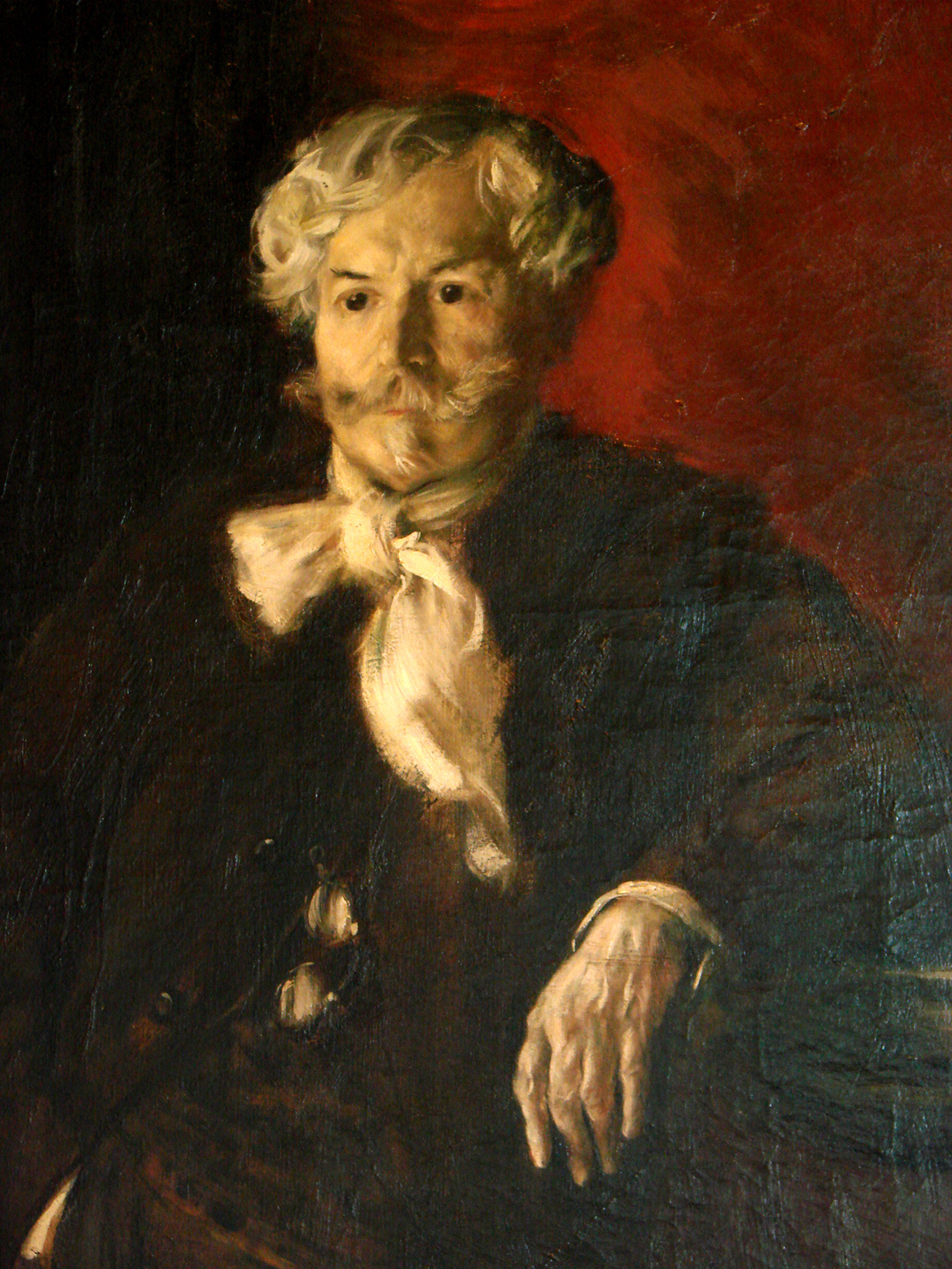
Edmond de Goncourt

- Megjelenik Percy Bysshe Shelley verses drámája: Hellas
- Aleksander Fredro lengyel szerző darabjának bemutatója: Mąż i żona (Férfi és felesége)
- Megjelenik Alessandro Manzoni tragédiája: Adelchi

### Magyar nyelven
- Virág Benedek költeményei: Poétai munkák

## Születések
- május 11. – Szigeti József magyar színész, színműíró († 1902)
- május 26. – Edmond de Goncourt francia író († 1896)
- december 10. – Nyikolaj Jakovlevics Danyilevszkij orosz író, a szlavofilizmus megalapítója († 1885)
- december 24. – Matthew Arnold angol költő és kritikus († 1888)

## Halálozások
- április 3. – Friedrich Justin Bertuch német könyvkereskedő, író és fordító (* 1747)
- június 25. – E. T. A. Hoffmann, a német romantika kiemelkedő írója (* 1776)
- július 8. – Percy Bysshe Shelley, George Byron és John Keats mellett az angol romantikus költészet egyik legjelentősebb képviselője (* 1792)
- december 15. – Verseghy Ferenc magyar költő, polihisztor, műfordító, irodalomszervező, nyelvész, zeneszerző (* 1757)
- 1822 – Vasile Aaron román költő, műfordító (* 1770)